# Tylenchida
Los tilénquidos (Tylenchida) son un orden de nemátodos secernénteos parásitos.

## Lista defamilias
- Superfamilia Criconematoidea
  - Criconematidae
  - Tylenchulidae
- Superfamilia Tylenchoidea
  - Anguinidae
  - Belonolaimidae
  - Dolichodoridae
  - Ecphyadophoridae
  - Hoplolaimidae
  - Heteroderidae
  - Pratylenchidae
  - Tylenchidae
- Superfamilia Sphaerularina
  - Allantonematidae
  - Fergusobiidae
  - Iotonchiidae
  - Parasitylenchidae
  - Sphaerulariidae